# 村冈兼造
村冈兼造（1931年8月27日—2019年12月25日），日本政治家，日本自由民主党成员，曾任邮政大臣、运输大臣、自民党总务会长和桥本龙太郎内阁官房长官。
| 前任： 小里贞利 | 日本自由民主党总务会长 2000年－2001年 | 繼任： 堀内光雄 |
| 前任： 梶山静六 | 日本内阁官房长官 1997年－1998年       | 繼任： 野中广务 |
| 前任： 大野明   | 日本运输大臣 1990年－1991年           | 繼任： 奥田敬和 |
| 前任： 片冈清一 | 日本邮政大臣 1989年                   | 繼任： 大石千八 |